# スティング (ゲーム会社)
株式会社スティング（英: STING CO., LTD.）は、日本のゲーム会社。

## 歴史
1989年、コンパイル出身の山藤武志により設立された。代表作は『Riviera 〜約束の地リヴィエラ〜』『ユグドラ・ユニオン』『ナイツ・イン・ザ・ナイトメア』『バロック』など。近年は、ロールプレイングゲームや携帯アプリの開発に力を入れている。
2009年3月にアトラスと業務提携したことにより、ゲームソフトウェアをアトラスブランドにて発売。また、コンソールゲーム機向けアクアプラスタイトルの受託開発も行っている。

## 開発タイトル
| 発売年 | 発売日   | タイトル                                                | プラットフォーム                            | 発売元                 |
| ------ | -------- | ------------------------------------------------------- | ------------------------------------------- | ---------------------- |
| 1991年 | 1月8日   | オーバーライド                                          | PCエンジン                                  | データイースト         |
| 1991年 | 11月15日 | ラストバタリオン                                        | X68000                                      | 初の自社販売ソフト     |
| 1992年 | 4月28日  | 拳闘王ワールドチャンピオン                              | スーパーファミコン                          | ソフエル               |
| 1993年 | 11月26日 | 鬼塚勝也スーパーヴァーチャルボクシング 〜真拳闘王伝説〜 | スーパーファミコン                          | ソフエル               |
| 1996年 | 5月24日  | トレジャーハンターG                                     | スーパーファミコン                          | スクウェア             |
| 1997年 | 3月28日  | ソリッドランナー                                        | スーパーファミコン                          | アスキー               |
| 1998年 | 5月21日  | BAROQUE                                                 | セガサターン                                |                        |
| 1999年 | 1月21日  | 神機世界エヴォリューション                              | ドリームキャスト                            | ESP                    |
| 1999年 | 10月28日 | BAROQUE 歪んだ妄想                                      | PlayStation                                 |                        |
| 1999年 | 12月23日 | 神機世界エヴォリューション2 遠い約束                    | ドリームキャスト                            | ESP                    |
| 2000年 | 2月10日  | 神機世界エヴォリューション 〜はてしないダンジョン〜     | ネオジオポケットカラー                      | ESP                    |
| 2000年 | 6月17日  | BAROQUE SHOOTING                                        | Microsoft Windows                           |                        |
| 2000年 | 7月1日   | こぐるぐるぐる ～ぐるぐるとなかよし～                   | ゲームボーイ（ニンテンドウパワー専用）      |                        |
| 2000年 | 7月27日  | BAROQUE▲SYNDROME                                        | PlayStation                                 |                        |
| 2001年 | 2月7日   | 悠香タイピング                                          | Microsoft Windows                           |                        |
| 2001年 | 3月1日   | ウィザードリィ シナリオ1 狂王の試練場                   | ワンダースワン                              | バンダイ               |
| 2002年 | 5月22日  | バロックタイピング                                      | Microsoft Windows                           |                        |
| 2002年 | 7月12日  | Riviera 〜約束の地リヴィエラ〜                          | ワンダースワン                              | バンダイ               |
| 2002年 | 7月26日  | 神機世界エヴォルシア                                    | ニンテンドー ゲームキューブ                 | ESP                    |
| 2004年 | 11月25日 | Riviera 〜約束の地リヴィエラ〜                          | ゲームボーイアドバンス                      |                        |
| 2004年 | 12月28日 | ToHeart2                                                | PlayStation 2                               | アクアプラス           |
| 2006年 | 3月23日  | ユグドラ・ユニオン                                      | ゲームボーイアドバンス                      |                        |
| 2006年 | 11月22日 | Riviera 〜約束の地リヴィエラ〜                          | PlayStation Portable                        |                        |
| 2007年 | 6月28日  | バロック                                                | PlayStation 2                               |                        |
| 2007年 | 10月18日 | Riviera 〜約束の地リヴィエラ〜 SPECIAL EDITION          | PlayStation Portable                        |                        |
| 2007年 | 11月22日 | ドカポンキングダム                                      | PlayStation 2                               |                        |
| 2008年 | 1月24日  | ユグドラ・ユニオン                                      | PlayStation Portable                        |                        |
| 2008年 | 3月13日  | バロック for Wii                                        | Wii                                         |                        |
| 2008年 | 7月31日  | ドカポンキングダム for Wii                              | Wii                                         | Genterprise            |
| 2008年 | 9月25日  | ナイツ・イン・ザ・ナイトメア                            | ニンテンドーDS                              | Genterprise            |
| 2008年 | 10月23日 | バロック INTERNATIONAL                                  | PlayStation 2                               |                        |
| 2008年 | 10月23日 | うたわれるもの                                          | PlayStation 2                               | アクアプラス           |
| 2009年 | 5月28日  | うたわれるもの PORTABLE                                 | PlayStation Portable                        | アクアプラス           |
| 2009年 | 7月30日  | ToHeart2 PORTABLE                                       | PlayStation Portable                        | アクアプラス           |
| 2009年 | 11月12日 | エクシズ・フォルス                                      | PlayStation Portable                        | アトラス               |
| 2009年 | 12月3日  | ユグドラ・ユニゾン 〜聖剣武勇伝〜                       | ニンテンドーDS                              | アトラス               |
| 2010年 | 4月22日  | ナイツ・イン・ザ・ナイトメア                            | PlayStation Portable                        | アトラス               |
| 2010年 | 5月10日  | アプリ・プラス                                          | i-mode                                      | アクアプラス           |
| 2010年 | 5月27日  | ブレイズ・ユニオン                                      | PlayStation Portable                        | アトラス               |
| 2010年 | 6月24日  | WHITE ALBUM                                             | PlayStation 3                               | アクアプラス           |
| 2011年 | 5月19日  | グングニル -魔槍の軍神と英雄戦争-                       | PlayStation Portable                        | アトラス               |
| 2011年 | 6月23日  | グロリア・ユニオン                                      | PlayStation Portable                        | アトラス               |
| 2011年 | 6月30日  | ToHeart2 ダンジョントラベラーズ                         | PlayStation Portable                        | アクアプラス           |
| 2011年 | 9月22日  | ToHeart2 DX PLUS                                        | PlayStation 3                               | アクアプラス           |
| 2012年 | 6月28日  | ジェネレーションオブカオス6                             | PlayStation Portable                        | アイディアファクトリー |
| 2012年 | 12月20日 | WHITE ALBUM2                                            | PlayStation 3                               | アクアプラス           |
| 2013年 | 3月28日  | ダンジョントラベラーズ2 王立図書館とマモノの封印        | PlayStation Portable                        | アクアプラス           |
| 2013年 | 6月27日  | デート・ア・ライブ 凛祢ユートピア                       | PlayStation 3                               | コンパイルハート       |
| 2013年 | 10月02日 | ギャザーオブドラゴンズ                                  | Android iOS                                 |                        |
| 2014年 | 5月29日  | 超女神信仰 ノワール 激神ブラックハート                  | PS Vita                                     | コンパイルハート       |
| 2014年 | 6月26日  | デート・ア・ライブ 或守インストール                     | PlayStation 3                               | コンパイルハート       |
| 2014年 | 9月25日  | ダンジョントラベラーズ2 王立図書館とマモノの封印        | PS Vita                                     | アクアプラス           |
| 2014年 | 9月25日  | ティアーズ・トゥ・ティアラII 覇王の末裔                 | PlayStation 3                               | アクアプラス           |
| 2015年 | 1月29日  | 黒蝶のサイケデリカ                                      | PS Vita                                     | アイディアファクトリー |
| 2015年 | 4月30日  | ToHeart2 ダンジョントラベラーズ                         | PS Vita                                     | アクアプラス           |
| 2015年 | 7月30日  | デート・ア・ライブ Twin Edition 凜緒リンカーネイション  | PS Vita                                     | コンパイルハート       |
| 2015年 | 9月24日  | うたわれるもの 偽りの仮面                               | PS Vita PlayStation 4 PlayStation 3         | アクアプラス           |
| 2016年 | 9月21日  | うたわれるもの 二人の白皇                               | PS Vita PlayStation 4 PlayStation 3         | アクアプラス           |
| 2016年 | 9月29日  | 灰鷹のサイケデリカ                                      | PS Vita                                     | アイディアファクトリー |
| 2017年 | 4月20日  | ダンジョントラベラーズ2-2 闇堕ちの乙女とはじまりの書    | PS Vita                                     | アクアプラス           |
| 2017年 | 10月12日 | デート・ア・ライブ 凜緒リンカーネイション HD            | PlayStation 4                               | コンパイルハート       |
| 2018年 | 1月9日   | ORDINAL STRATA -オーディナル ストラータ                 | Android iOS                                 | フジゲームス           |
| 2018年 | 4月16日  | うたわれるもの 散りゆく者への子守唄                     | PS Vita PlayStation 4                       | アクアプラス           |
| 2019年 | 1月11日  | バロック▲シンドロームfor iPhone＆Android                | Android iOS                                 |                        |
| 2019年 | 4月11日  | ユグドラ・ユニオン for iPhone＆Android                  | Android iOS                                 |                        |
| 2019年 | 5月30日  | マッチョでポン! ZZ for Nintendo Switch™                 | Nintendo Switch                             |                        |
| 2020年 | 3月6日   | ユグドラ・ユニオン for Nintendo Switch™                 | Nintendo Switch                             |                        |
| 2020年 | 9月24日  | デート・ア・ライブ 蓮ディストピア                       | PlayStation 4                               | コンパイルハート       |
| 2020年 | 11月12日 | バロック-ORIGINAL VERSION-                              | Nintendo Switch                             |                        |
| 2020年 | 12月10日 | ドカポンUP! 夢幻のルーレット                            | PlayStation 4 Nintendo Switch               | アクアプラス           |
| 2021年 | 3月18日  | グロリア・ユニオン for Nintendo Switch™                 | Nintendo Switch                             |                        |
| 2022年 | 4月7日   | ナイツ・イン・ザ・ナイトメア for Nintendo Switch™       | Nintendo Switch                             |                        |
| 2022年 | 9月15日  | フェアリーフェンサー エフ Refrain Chord                 | Nintendo Switch PlayStation 5 PlayStation 4 | コンパイルハート       |
| 2023年 | 4月13日  | ドカポンキングダム コネクト                             | Nintendo Switch                             | コンパイルハート       |
| 2024年 | 6月6日   | 東方スペルカーニバル                                    | Nintendo Switch PlayStation 5 PlayStation 4 | コンパイルハート       |
| 2024年 | 11月28日 | 魔導物語 フィアと不思議な学校                           | Nintendo Switch PlayStation 5 PlayStation 4 | コンパイルハート       |